# Jacek Łydżba
Jacek Łydżba (* 1966 in Włoszczowa) ist ein polnischer Maler und ehemaliger Hochschullehrer.
Łydżba studierte von 1985 bis 1989 Kunsterziehung an der Pädagogischen Universität (heute: Jan-Długosz-Universität) in Częstochowa. Anschließend setzte er seine Ausbildung an der Akademie der Bildenden Künste in Warschau fort. Sein Studium schloss er an der Fakultät für Grafik/Plakatstudio von Maciej Urbaniec (1925–2004) ab (Diplom mit Auszeichnung). Ab 1995 arbeitete er als Assistent an der Pädagogischen Universität. Im Jahr 2002 promovierte er und wurde als Assistenzprofessor an der Fakultät für Grafikdesign angestellt. Von 2004 bis 2015 war er als Dozent und stellvertretender Leiter des dortigen Instituts für Bildende Kunst tätig.
Ab 1991 hatte Łydżba rund 50 Einzelausstellungen und war Teilnehmer von mehreren Dutzend Gemeinschaftsausstellungen im In- und Ausland. 1999 wurde er für die Auszeichnung Paszport Polityki der Zeitschrift Polityka nominiert. Ebenfalls 1999 stand er als Finalist im Wettbewerb Obraz Roku (Bild des Jahres) des Xawery Dunikowski-Museums in Warschau. Im Jahr 2006 erhielt er eine Auszeichnung des Bürgermeisters von Częstochowa (Nagroda Prezydenta Miasta Częstochowy). Von 2005 bis 2016 war er Vizepräsident der Regionalgesellschaft zur Förderung der schönen Künste in Czestochowa (ZPAP Okręg Częstochowski). Der Künstler lebt mit seiner Frau und zwei Töchtern in Częstochowa.
Jacek Łydżba wird regelmäßig als Maler beschrieben, der aus der Tradition der polnischen Plakatschule hervorgegangen sei. Seine Werke entstehen überwiegend gemalt oder gezeichnet und sind oft mit einer speziellen Collagetechnik (Pappschichten mit scharfen, kontrastierenden Farben) versehen. Die Bilder sind ausdrucksstark und vermitteln ihre Botschaft klar. Auf großen Leinwänden mit einem spachtelgemalten Hintergrund werden meist einzelne Figuren dargestellt – eine Frau, ein Wolf, eine Taube, ein Engel. Diese Figuren werden von Zeichnungsentwürfen (Kopfstudien) ergänzt. Łydżba stellt auch Zyklen von Schablonen und Ausschnitten her, die mitunter humoristisch seinen Sinn für dekorierende Elemente zeigen; so bringt er hier Aspekte von Kitsch, traditioneller Volkskunst und städtischem Graffiti ein.